# Basem Ali
Basem Ali (tiếng Ả Rập: باسم على; sinh ngày 27 tháng 10 năm 1988) là một cầu thủ bóng đá người Ai Cập thi đấu cho Al-Ahly ở Giải bóng đá ngoại hạng Ai Cập, và cho Đội tuyển bóng đá quốc gia Ai Cập.